# Сафияроглы, Орхан Рагим оглы
Орхан Рагим оглы Сафияроглы (азерб. Səfiyaroğlu Orxan Rəhim oğlu; 22 февраля 1990, Баку, Азербайджан) — азербайджанский футбольный тренер и бывший футболист, игравший на позиции полузащитника. Главный тренер футбольного клуба МОИК.

## Клубная карьера

### Чемпионат
Являющийся воспитанником клуба азербайджанской Премьер-лиги «АЗАЛ» Баку Орхан Сафияроглы, начал свои выступления в составе «лётчиков» в 2009 году.
Летом 2013 года, на правах аренды перешёл в состав закатальского «Симурга», с которым был подписан двухлетний контракт. В первом же дебютном матче против бакинского «Рявана», в котором закатальцы победили со счетом 2:0, Орхан стал автором одного из двух забитых мячей в ворота соперника. В новом клубе выступал под № 19.
В январе 2014 года футболист возвращается в состав "АЗАЛ"а, с которым подписывает контракт на 2,5 года. Первые игры проводит в дублирующем составе бакинцев.

### Кубок
В Кубке Азербайджана провел 4 игры в составе ФК «АЗАЛ».
| № | Дата           | Раунд                     | Клуб           | Соперник       | Лига         | Итог  |
| - | -------------- | ------------------------- | -------------- | -------------- | ------------ | ----- |
| 1 | 8 декабря 2010 | Второй раунд — 1/8 финала | «Ряван»        | «АЗАЛ» Шувелян | Премьер-лига | 1 : 2 |
| 2 | 14 марта 2012  | 1/4 финала, первая игра   | «Баку»         | «АЗАЛ» Шувелян | Премьер-лига | 3 : 1 |
| 3 | 28 марта 2012  | 1/4 финала, ответная игра | «АЗАЛ» Шувелян | «Баку»         | Премьер-лига | 1 : 2 |
| 4 | 28 ноября 2012 | Второй раунд — 1/8 финала | «АЗАЛ»         | «Симург»       | Премьер-лига | 0 : 1 |

### Лига Европы
Был в заявочном листе ФК «АЗАЛ» для участия в первом квалификационном раунде Лиги Европы УЕФА сезона 2011/2012 годов против белорусского «Минска».

## Тренерская карьера
19 марта 2025 года Орхан Сафияроглу был назначен главным тренером футбольного клуба МОИК до конца сезона 2024/25.